# Jean Martet

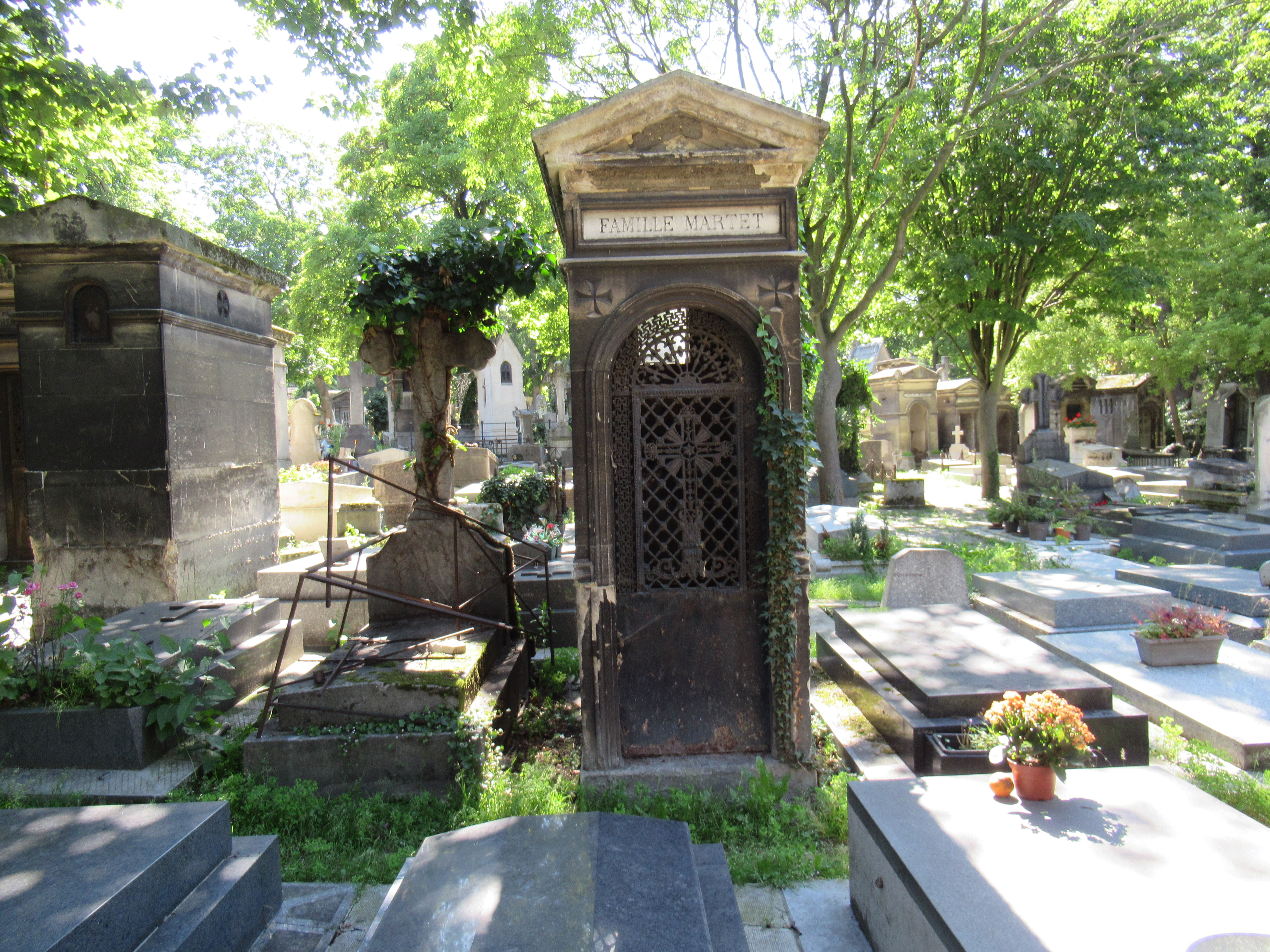
Sépulture au cimetière Montmartre

Jean Martet, né à Angers le 31 décembre 1886 et mort à Paris 7e le 13 février 1940, est un poète, dramaturge et romancier français.

## Biographie
Fils de négociant, Jean Martet devient le secrétaire de Georges Clemenceau à partir de juillet 1915 et restera l'ami et le confident de celui-ci jusqu'à sa mort en 1929. Son œuvre se compose principalement de romans, se passant notamment dans la région de Vaison-la-Romaine, et d'ouvrages sur son ancien patron. Ce fut un écrivain apprécié et prolifique, dont plusieurs ouvrages connurent une publication posthume.
« Curieux du passé depuis les survivances gallo-romaines et l’époque des croisades jusqu’à la légende napoléonienne (Le colonel Durand), il trouvait également des thèmes romanesques dans le butin de ses voyages. Il les traitait avec une souple intelligence et un art très personnel qui se composaient avec l’humour discret de l’écriture. » (nécrologie).
Il est inhumé au cimetière Montmartre, (22e division). 

## Ouvrages de Jean Martet

### Romans et divers
- Les Jeux du Sistre & de la Flûte, éditions de l'Abbaye, 1908
- Au Pense-Petit, éd. Georges Crès et Cie, 1919
- Marion des Neiges, Albin Michel,1928 (rééd.aux éditions du Nord, Coll. Electa, 224 pages, Bruxelles, 1943, illustr. de L. de Jaegher ; Au Moulin de Pen-Mur, 1946, illustrations de Pierre Leconte)
- Gubbiah, Albin Michel, 1929
- Dolorès, Albin Michel, 1929
- Azraël, Albin Michel, 1930
- Les Cousins de Vaison, Albin Michel 1932 (rééd. Les Amis Bibliophiles, 1963, illustrations d'André Planson)
- Le colonel Durand, Albin Michel 1933
- Le Récif de corail, Albin Michel, 1933 (rééd. Le Livre de Demain, Arthème Fayard & Cie, 1940, illustrations de Ch.J. Hallo)
- Monseigneur. Albin Michel,1934
- Les bâtisseurs de royaumes (voyage au Togo et au Cameroun), Albin Michel, 1934
- Le procureur de la lanterne (Camille Desmoulins), Albin Michel, 1935
- La Partie de boules, Albin Michel 1935
- Le palais de Timour, Albin Michel, 1937
- Le Quart d'heure d'Anibal Bumbo, Albin Michel, 1938
- Le sultan de Foumban, Albin Michel, 1939
- Les Passes de Khaïber. 1940
- La chasse à l'homme, Albin Michel, 1941
- Les portes du désert, Albin Michel, 1947
- L'enlèvement de Daphné, Albin Michel, 1950
- Le phare de Hazard, Albin Michel, 1954

### Ouvrages sur Clemenceau
- M. Clemenceau peint par lui-même, Albin Michel, 1929
- Le Silence de M. Clemenceau, Albin Michel 1929
- La Mort du Tigre, Albin Michel, 1930
- Le Tigre, Albin Michel, 1930

## Adaptations cinématographiques
Plusieurs de ses romans ont été portés à l'écran dont
- 1939 : Le Récif de corail de  Maurice Gleize avec Jean Gabin et Michèle Morgan
- 1948 : Le Colonel Durand de René Chanas avec Paul Meurisse, Liliane Bert, Manuel Gary, Robert Favart, Jean d'Yd, Dinan, Louis Seigner,...
- 1949 : Monseigneur de Roger Richebé avec Bernard Blier, Fernand Ledoux, Nadia Gray, Paul Frankeur...
- 1955 : Goubbiah, mon amour de Robert Darène avec Jean Marais, Delia Scala, Charles Moulin, Félix Marten, Gil Delamare, Henri Nassiet, Henri Cogan ....